# Имгоф, Густав Вильгельм фон
Густав Вильгельм фон Имгоф (нидерл. Gustaaf Willem van Imhoff; 8 августа 1705, Лер — 1 ноября 1750, Батавия) — голландский колониальный администратор Голландской Ост-Индской компании. Он служил губернатором Цейлона с 1736 по 1740 год и, после отставки Иоганнеса Теденса, генерал-губернатором Голландской Ост-Индии с 1743 года до своей смерти в 1750 году.
Энциклопедический словарь Брокгауза и Ефрона:
«17-летнее управление Явой Имгофом было эпохой мира и благоденствия; торговые права туземцев были расширены, китайцы также получили право торговать, было улучшено военное устройство и полиция».